# Norrishita
La norrishita és un mineral de la classe dels silicats, que pertany al grup de la mica trioctaedral. Rep el nom en honor del doctor Keith Norrish (Kojonup, Austràlia Occidental, 9 de juliol de 1924), geòleg de la Commonwealth Scientific and Industrial Research Organization (CSIRO), en reconeixement de la seva contribució en la investigació dels silicats en capa. Va ser pioner en l'ús de l'espectrometria de raigs X dispersiva en longitud d'ona (XRF) per a l'anàlisi de minerals.

## Característiques
La norrishita és un silicat de fórmula química KLiMn₂3+(Si₄O10)O₂. Cristal·litza en el sistema monoclínic. La seva duresa a l'escala de Mohs és 2,5.
Segons la classificació de Nickel-Strunz, la norrishita pertany a «09.EC - Fil·losilicats amb plans de mica, compostos per xarxes tetraèdriques i octaèdriques» juntament amb els següents minerals: minnesotaïta, talc, wil·lemseïta, ferripirofil·lita, pirofil·lita, boromoscovita, celadonita, chernykhita, montdorita, moscovita, nanpingita, paragonita, roscoelita, tobelita, aluminoceladonita, cromofil·lita, ferroaluminoceladonita, ferroceladonita, cromoceladonita, tainiolita, ganterita, annita, ephesita, hendricksita, masutomilita, flogopita, polilitionita, preiswerkita, siderofil·lita, tetraferriflogopita, fluorotetraferriflogopita, wonesita, eastonita, tetraferriannita, trilitionita, fluorannita, xirokxinita, shirozulita, sokolovaïta, aspidolita, fluoroflogopita, suhailita, yangzhumingita, orlovita, oxiflogopita, brammal·lita, margarita, anandita, bityita, clintonita, kinoshitalita, ferrokinoshitalita, oxikinoshitalita, fluorokinoshitalita, beidel·lita, kurumsakita, montmoril·lonita, nontronita, volkonskoïta, yakhontovita, hectorita, saponita, sauconita, spadaïta, stevensita, swinefordita, zincsilita, ferrosaponita, vermiculita, baileyclor, chamosita, clinoclor, cookeïta, franklinfurnaceïta, gonyerita, nimita, ortochamosita, pennantita, sudoïta, donbassita, glagolevita, borocookeïta, aliettita, corrensita, dozyïta, hidrobiotita, karpinskita, kulkeïta, lunijianlaïta, rectorita, saliotita, tosudita, brinrobertsita, macaulayita, burckhardtita, ferrisurita, surita, niksergievita i kegelita.

## Formació i jaciments
Va ser descoberta a la mina Hoskins, situada a la localitat de Grenfell, al comtat de Forbes (Nova Gal·les del Sud, Austràlia). També ha estat descrita a la mina Cerchiara (Ligúria, Itàlia), a la mina Arschitza (Suceava, Romania) i a les mines Wessels, Borehole AKH49 i Bruce (Cap Septentrional, Sud-àfrica).